# Setaleyrodes mirabilis
Setaleyrodes mirabilis là một loài côn trùng cánh nửa trong họ Aleyrodidae, phân họ Aleyrodinae.
Setaleyrodes mirabilis được Takahashi miêu tả khoa học đầu tiên năm 1931.